# Анкерни компоненти
Анкерните компоненти (на немски: Anker – „котва“) са прикрепени чрез шайба елементи (плоча, диск, прът или друг декоративен елемент), прикрепени с винт или крепежни пръти, способни да носят само натоварвания на опън. Анкерните компоненти се използват за външни стени на зидани сгради, за структурно укрепване, често изпълнени в декоративен стил. Разнообразието от форми включва звезда (barnstar), диск, триъгълник, X-образна, S-образна и Т-образна форма.

## Дефиниция
Според Оксфордския речник на строителството, геодезията и гражданското инженерство, анкерната плоча „е плоча, прикрепена към компонент, която позволява да се свържат други компоненти с нея.“

## Строителна техника
В строителната индустрия анкерите са крепежни компоненти за сигурно свързване. Анкерите са предимно от стомана, но могат да бъдат изработени и от дърво, армирани или зазидани с бетон, или други материали, издържащи на опън.
- Анкерен болт за затягане на компоненти към стена
- Монтаж на анкер в зидарията

## Галерия
- На сграда в Петалума, Калифорния
- Във формата на звезда в Ню Йорк
- В клоатъра на църквата „Св. Трофим“, Арл, Франция
- На църква в Северен Рейн-Вестфалия
- X-образен анкерен компонент в Марбург, Германия
- С форма на диск
- Във форма на прът, Флоренция
- На тухлена сграда в Щралзунд
- С форма на хералдическа лилия
- Стилизирана S-образен анкер на църквата „Св. Трофим“, Арл, Франция
- Анкерни надписи